# تیم ملی فوتسال سوئیس
تیم ملی فوتسال سوئیس  نماینده سوئیس در مسابقات بین‌المللی فوتسال و یکی از تیم‌های فوتسال اروپایی است.
براساس رده‌بندی فیفا تیم فوتسال سوئیس جایگاه ٩٢ را در بین تیم‌های ملی فوتسال جهان دارد.